# Do Cú Negro
Do Cú Negro es el nombre de una variedad cultivar de manzano (Malus domestica). Esta manzana es originaria de Galicia, está cultivada en la colección de árboles frutales y banco de germoplasma de Mabegondo con el Nº 185; ejemplares procedentes de esquejes localizados en Santa María de Roo, parroquia del municipio de Noya (La Coruña).

## Sinónimos
- "Manzana Do Cú Negro",[4][5]
- "Maceira Do Cú Negro".

## Características
El manzano de la variedad 'Do Cú Negro' tiene un vigor vigoroso. Tamaño grande y porte erguido.
Época de inicio de brotación a partir del 9 de abril y de floración a partir del 26 de abril.
Las hojas tienen una longitud del limbo de tamaño corto, con la máxima anchura del limbo es estrecha. Longitud de las estípulas es media y la máxima anchura de las estípulas es media. Denticulación del borde del limbo es serrado, con la forma del ápice del limbo acuminado y la forma de la base del limbo es obtuso. Con subestípulas presentes.
Sus flores tienen una longitud de los pétalos es larga, con una anchura de los pétalos media, disposición de los pétalos libres entre sí, con una longitud del pedúnculo media.
La variedad de manzana 'Do Cú Negro' tiene un fruto de tamaño pequeño, de forma oblonga, de color amarillo, con chapa a manchas, e intensidad pálida. Epidermis de textura desigual, con pruina en su superficie y con presencia de cera débil. Sensibilidad al "russeting" (pardeamiento áspero superficial que presentan algunas variedades) medianamente sensible. Con lenticelas de tamaño pequeño.
Los sépalos están dispuestos de forma variable, y variable en su base; su fosa calicina es poco profunda y de una anchura estrecha. Pedúnculo de grosor estrecho y de longitud largo, siendo la cavidad peduncular de una profundidad media y de anchura estrecha. Con pulpa de color amarilla, cuya firmeza es intermedia y su textura es intermedia; su jugosidad es intermedia, con sabor de acidez débil, y aromática.
Época de maduración y recolección desde el 8 de octubre. 'Do Cú Negro' es una manzana que su destino es la conservación de esta variedad en el banco de germoplasma de Mabegondo como reserva genética.

## Susceptibilidades
- Oidio: no presenta
- Moteado: ataque débil
- Raíces aéreas: ataque débil
- Momificado: ataque débil
- Pulgón lanígero: no presenta
- Pulgón verde: no presenta
- Araña roja: no presenta
- Chancro del manzano: no presenta.[3]